# Солець (Свентокшиське воєводство)
Солець (пол. Solec) — село в Польщі, у гміні Шидлув Сташовського повіту Свентокшиського воєводства.
У 1975-1998 роках село належало до Келецького воєводства.